# Condado de Weber
El condado de Weber (en inglés: Weber County), fundado en 1852, es uno de 29 condados del estado estadounidense de Utah. En el año 2000, el condado tenía una población de 196,533 habitantes y una densidad poblacional de 115 persona por km². La sede del condado es Ogden.

## Geografía
Según la Oficina del Censo, el condado tiene un área total de 1705 km² (658,3 mi²), de la cual 1491 km² (575,7 mi²) es tierra y 217 km² (83,8 mi²) (12.73%) es agua.

### Condados adyacentes
- Condado de Box Elder (noroeste)
- Condado de Cache (norte)
- Condado de Rich (noreste)
- Condado de Morgan (sur)
- Condado de Davis (sur)
- Condado de Tooele (suroeste)

### Áreas protegidas
- Bosque Nacional Cache

## Demografía
Según el censo de 2000, había 196,533 personas, 65,698 hogares y 49,536 familias residiendo en la localidad. La densidad de población era de 115 hab./km². Había 70,454 viviendas con una densidad media de 47 viviendas/km². El 87.69% de los habitantes eran blancos, el 1.40% afroamericanos, el 1.28% amerindios, el 0.77% asiáticos, el 0.16% isleños del Pacífico, el 6.59% de otras razas y el 2.12% pertenecía a dos o más razas. El 12.65% de la población eran hispanos o latinos de cualquier raza.
Los ingresos medios por hogar en la localidad eran de $44,014, y los ingresos medios por familia eran $49,724. Los hombres tenían unos ingresos medios de $36,239 frente a los $24,719 para las mujeres. La renta per cápita para el condado era de $18,246. Alrededor del 6.90% de la población estaban por debajo del umbral de pobreza. 

## Localidades
- Farr West
- Harrisville
- Hooper
- Huntsville
- Marriott-Slaterville
- North Ogden
- Ogden
- Plain City
- Pleasant View
- Riverdale
- Roy
- South Ogden
- Uintah
- Washington Terrace
- West Haven

### Comunidades no incorporadas
Estas comunidades fueron nombradas por la Oficina del Censo de los Estados Unidos como parte del Ogden Valley CCD, una división censal de condado:
- Eden
- Liberty
- Nordic Valley
- Reese
- Taylor
- Warren
- West Weber

## Educación
- Universidad Estatal de Weber
- Ogden-Weber Applied Technology College
- Ogden City School District
- Weber School District